# 贝利顿 (阿拉巴马州)
贝利顿（英文：Baileyton），是美国阿拉巴马州下属的一座城市。面积约为5.26平方英里（约合13.62平方公里）。根据2010年美国人口普查，该市有人口610人，人口密度为115.99/平方英里（约合44.79/平方公里）。